# Cape St. Mary
Cape St. Mary (Przylądek Świętej Marii), na mapach oznaczany też jako Cape Point (nie mylić z Cape Point w Południowej Afryce) – przylądek w Gambii na wybrzeżu Oceanu Atlantyckiego, na zachód od lejowego ujścia rzeki Gambia. Wzdłuż wybrzeży ciągną się klify, miejscami wysokie na 20 metrów. W bezpośrednim sąsiedztwie przylądka położona jest niewielka osada Bakau.
Pierwszymi Europejczykami, którzy dotarli na te tereny, byli w XV stuleciu Portugalczycy. Nadali oni przylądkowi nazwę Cabo de Santa Maria, od której wywodzi się współczesna angielska nazwa przylądka, a także wyspy St. Mary, oddalonej o około dziesięć kilometrów w górę rzeki. Aż do kolonizacji brytyjskiej na początku XIX wieku na terenach w okolicy przylądka istniało małe afrykańskie królestwo Kombo.